# شبه مرجان
شبه مرجان (باللاتينية: Astroides) هو نوع من المرجان الكأسي الحجري في عائلة المراجين الكأسية. وهو أصنوفة أحادية الطراز ونوعها الوحيد هو شبه المرجان البرتقالي وهو متوطن في غرب البحر الأبيض المتوسط. تم وصف هذا النوع لأول مرة في عام 1766 من قبل عالم الطبيعة الألماني بيتر سيمون بالاس.